# Adrien Albert Marie de Mun
Adrien Albert Marie de Mun (ur. 28 lutego 1841 w Lumigny-Nesles-Ormeaux, zm. 6 października 1914 w Bordeaux) – francuski polityk, katolicki działacz społeczny, orędownik katolickiej nauki społecznej i reform socjalnych w duchu chrześcijańskim.
Po ukończeniu szkoły wojskowej Saint-Cyr stacjonował  w Algierii, a potem brał udział w wojnie francusko-pruskiej. Po kapitulacji twierdzy Metz znalazł się w niewoli. Zwolniony brał udział w ataku na Paryż przeciwko Komunie Paryskiej. Po 1871 roku zaangażował się w katolickim ruchu społecznym. Został wybrany do Izby Deputowanych, sprzymierzając się z monarchistami, będąc znanym przeciwnikiem republiki. Po ogłoszeniu przez Leona XIII encykliki O Kościele i państwie we Francji (Au milieu des sollicitudes) zadeklarował jednak uznanie ustroju republikańskiego pod warunkiem poszanowania katolicyzmu. Opowiadał się w szczególności za rozwojem katolickich związków zawodowych. Od 1897 r. był członkiem Akademii Francuskiej (fotel 8). W 1908 wydał autobiograficzne opracowanie Ma vocation sociale.
Kawaler Legii Honorowej.